# Feirão
Feirão ist ein Ort und eine ehemalige Gemeinde (Freguesia) im portugiesischen Kreis Resende. Die Gemeinde hatte 117 Einwohner (Stand 30. Juni 2011).
Am 29. September 2013 wurden die Gemeinden Feirão und Felgueiras zur neuen Gemeinde União das Freguesias de Felgueiras e Feirão zusammengeschlossen.